# Biker metal
Genres dérivés
Speed metal, punk hardcore, crust punk, metal extrême
Le biker metal (litt. metal de biker, également connu sous le nom de biker punk) est un genre fusion mêlant des éléments de punk rock, heavy metal, rock 'n' roll et blues, dont les pionniers sont Motörhead, Plasmatics, Anti-Nowhere League et Girlschool, entre la fin des années 1970 et le début des années 1980, en Angleterre et aux États-Unis.

## Terminologie
L'association avec la culture motarde est présente pendant la majeure partie de la vie du heavy metal et du punk rock : Thin Lizzy est photographié fréquemment avec des motos dès 1973 ; Joan Jett fait la couverture du Outlaw Biker Magazine ; Judas Priest utilise une image de motard à partir du milieu des années 1970, mais a aussi beaucoup emprunté au sadomasochisme,, ; et le style vestimentaire des metalleux est étroitement lié à celui des gangs de motards. Spin salue Lemmy, le leader de Motörhead, comme le premier à avoir introduit la culture de la moto dans le punk rock et le heavy metal, probablement sous l'influence de groupes de rock antérieurs tels que Steppenwolf, Lynyrd Skynyrd et Grateful Dead. Une des premières utilisations du terme « heavy metal » est même présente dans le morceau Born to Be Wild de Steppenwolf (1968), en référence à une moto.

## Caractéristiques
Le biker metal est décrit comme étant influencé par le punk rock, le rock 'n' roll, le heavy metal, et le blues. Sleazegrinder, rédacteur de Classic Rock, décrit le biker metal comme du « glam metal à la Mad Max ».
Le biker metal se caractérise par son approche mid-tempo du metal, son style « grinçant et américain » et son alignement sur la culture biker dans son ensemble. Le genre est opposé à des formes de metal plus lentes et plus opératiques, comme les morceaux de Judas Priest au début des années 2000. Le genre est opposé à des formes de metal plus lentes et plus opératiques, comme le travail de Judas Priest au début des années 2000. De même, le biker metal renonce à la vitesse et à la virtuosité qui ont pris de l'importance dans les années 1980.
Des groupes tels que Black Moth, Orange Goblin, The Obsessed, Earthride et Black Label Society sont décrits comme fusionnant le style avec le doom metal,,,,, tandis que Clutch est décrit comme fusionnant des éléments de biker metal et de rock sudiste dans son son stoner rock. Le morceau Paranoid de Black Sabbath est considérée comme un classique du genre,.
Le biker metal a une influence sur des genres allant du speed metal au punk hardcore et au crust punk, et fait partie intégrante du développement du metal extrême,. Giuseppe Sbrana du groupe de heavy metal botswanais Skinflint déclare que les groupes de biker metal ont eu une grande influence sur l'esthétique des groupes de heavy metal africain.